# 乱打秀

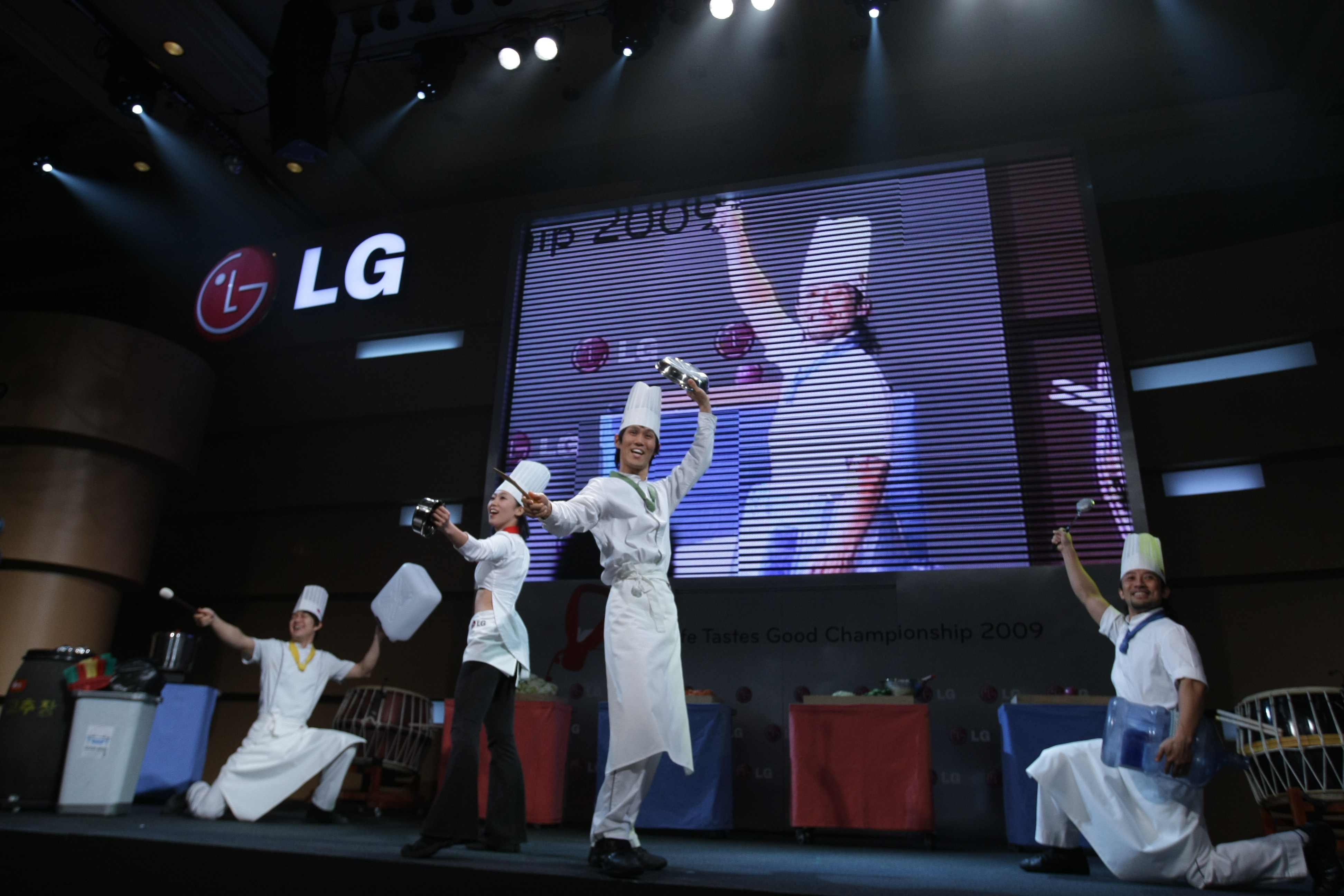
2009年曼谷的乱打秀表演

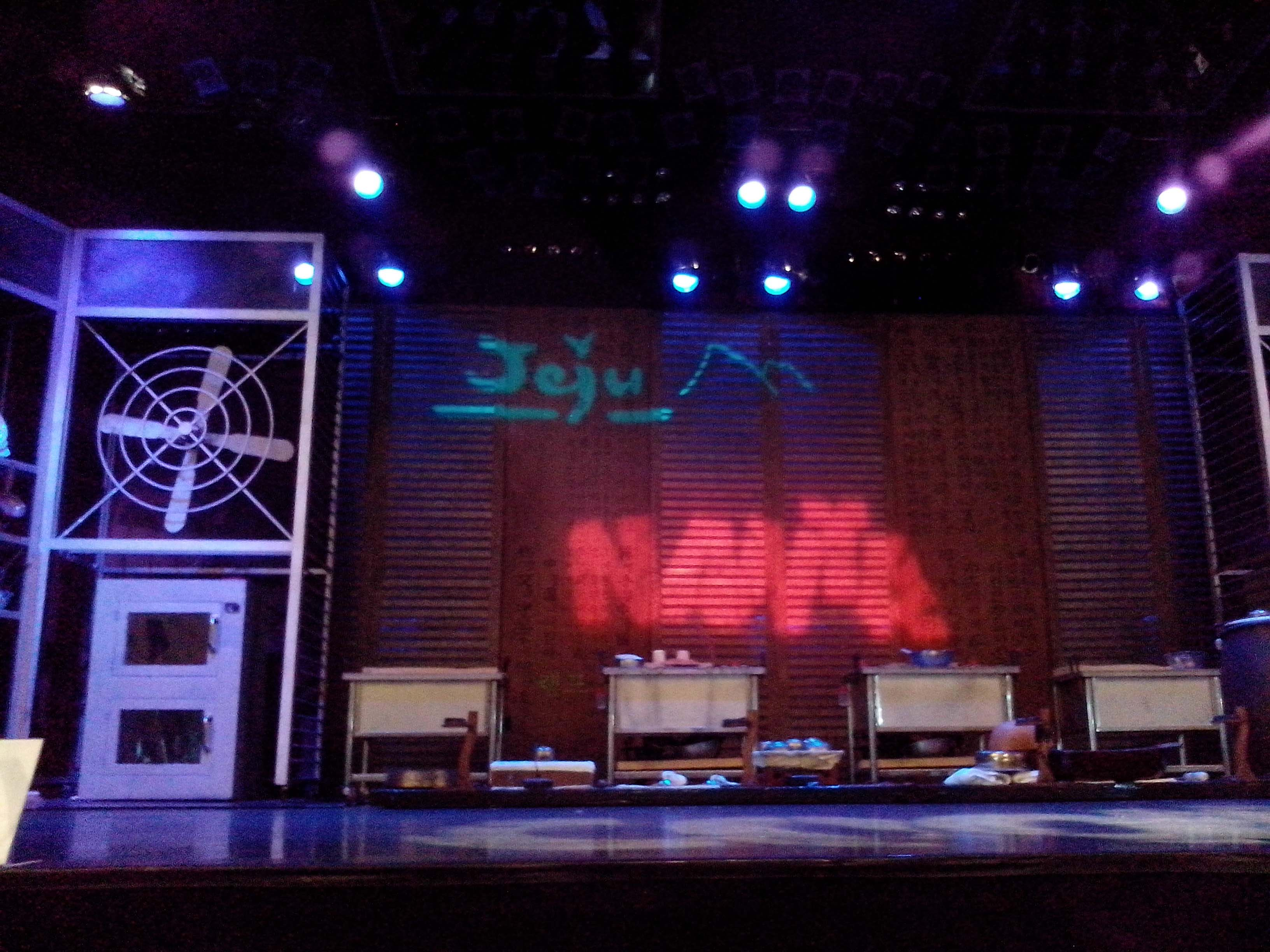
济州岛的乱打秀表演舞台

乱打秀（韓語：난타，简称乱打）是一部非常流行的韩国音乐剧。乱打秀以厨房为背景，表演包括了杂技、魔术、喜剧、哑剧和观众互动。韩国传统四物打击乐贯穿始终。所不同的是传统四物打击乐器使用的都是厨房用具。1997年10月10日在韩国首尔湖岩艺术中心首演。1999年，乱打秀在爱丁堡艺术节首次在国际舞台亮相，并获得最佳表演奖。 2003年9月，《乱打秀》登上美国百老汇42号的新维多利剧场。2004年3月至2005年8月，乱打秀在美国开设了Minetta Lane剧场，成为首个在美国开设专用剧场的亚洲演出团体。 目前该剧已经在57个国家的310个城市上演。2017年10月迎接了20周年。
音乐剧以三名厨师需要在很短的时间内准备婚礼宴席，而厨师经理又偏偏安排他没有经验的侄子来厨房为背景。整个音乐剧的表演包括了杂技、魔术、喜剧、哑剧和观众互动。韩国传统四物打击乐贯穿始终。所不同的是传统四物打击乐器使用的都是厨房用具。